# Gerardo Barrios
José Gerardo Barrios Espinoza (San Juan Lempa, 24 settembre 1813 – San Salvador, 29 agosto 1865) è stato un politico e generale salvadoregno, presidente di El Salvador dal 12 marzo 1859 al 26 ottobre 1863.

## Approfondimenti
- Emiliano Cortés, Biografía del capitán general Gerardo Barrios, San Salvador, 1965, LCCN 66066723.